# Bdelloidea
Бделоїда (Bdelloidea)  (грец . βδέλλα, bdella, «п’явка») — це клас коловерток, які зустрічаються в прісноводних середовищах існування по всьому світу. Існує понад 450 описаних видів бделлоїдних коловерток (або «бделлоїдів») , які відрізняються один від одного головним чином на основі морфології.  Основними характеристиками, які відрізняють бделлоїдів від споріднених груп коловерток, є виключно партеногенетичне розмноження та здатність виживати в сухих суворих середовищах шляхом переходу в стан спокою, викликаного висиханням (ангідробіоз) на будь-якій стадії життя.  Їх часто називають «стародавніми асексуалами» через їхню унікальну асексуальну історію, яка сягає понад 25 мільйонів років тому за викопними доказами. 

## Опис
Bdelloidea коловертки є мікроскопічними організмами, як правило, від 150 до 700 мкм завдовжки.  Більшість із них трохи замалі, щоб їх можна було побачити неозброєним оком, але виглядають у вигляді крихітних білих крапок навіть через слабку ручну лінзу, особливо при яскравому світлі. 

## Цікаві факти
У червні 2021 року біологи повідомили про відновлення бделлоїдних коловерток після 24 000 років замерзання у вічній мерзлоті Сибіру. 
Після розморожування коловертки не лише відновили нормальне функціонування, але й почали безстатеве розмноження, наче їхній багатотисячолітній сон ніколи не відбувався. Ці мікроскопічні тварини належать до групи організмів, відомих своїми екстремальними здатностями до виживання. Вони можуть витримувати радіацію, зневоднення і навіть вакуум космічного простору.

## Галерея

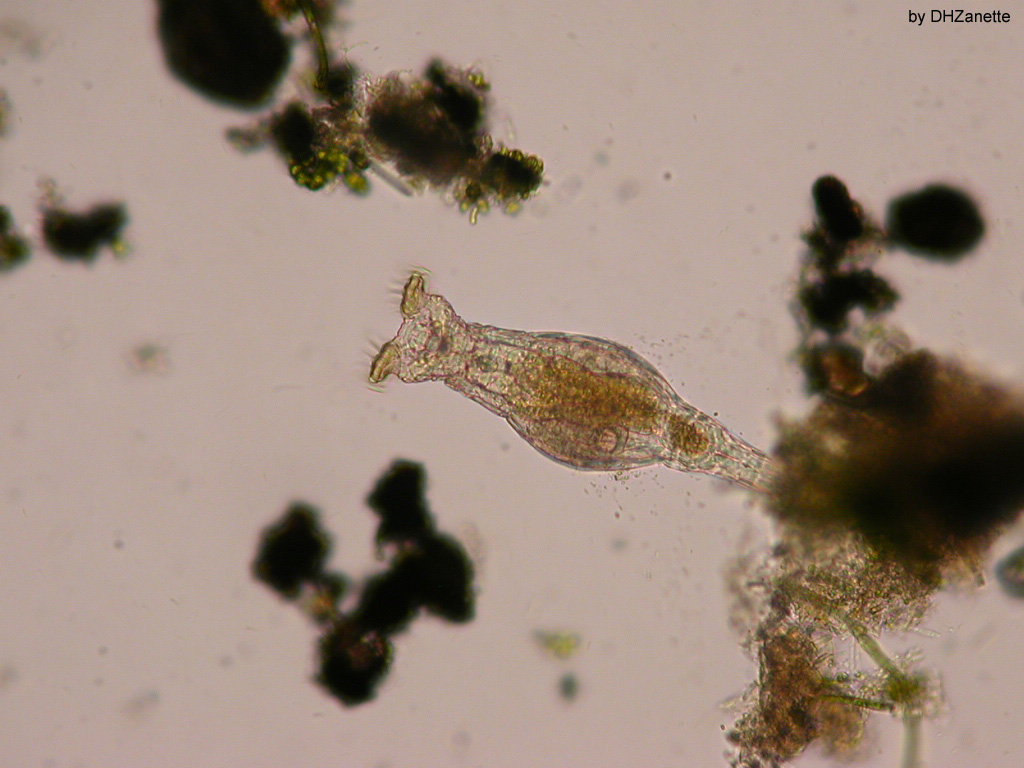
Вид збоку бделоїда.
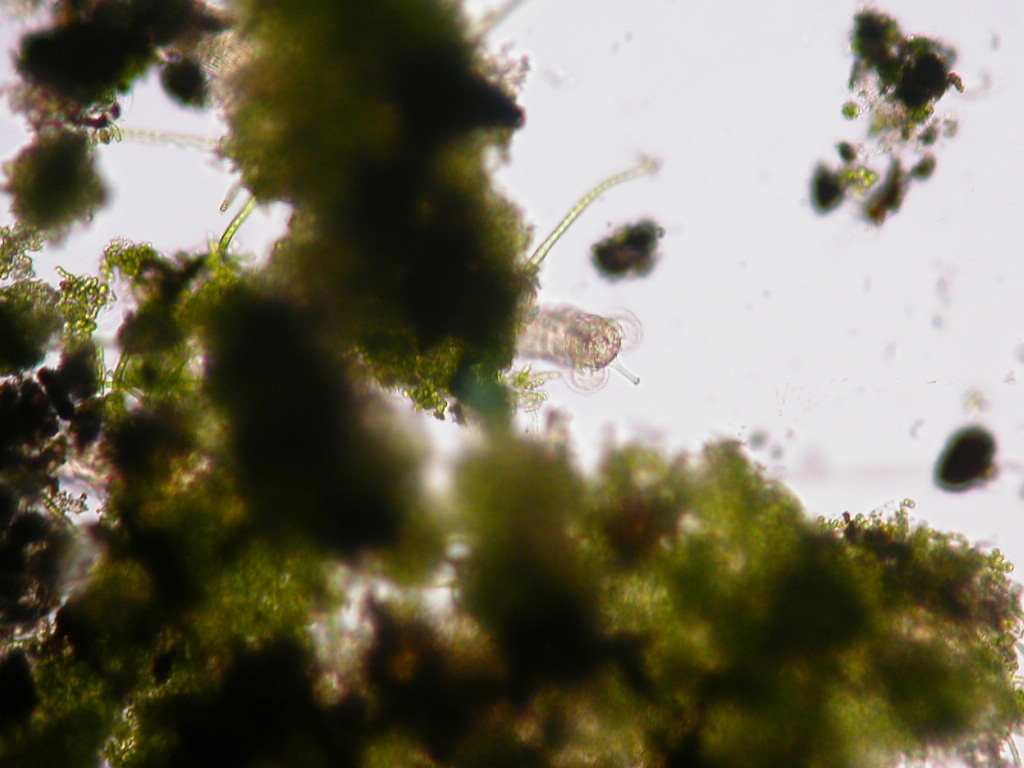
Фронтальний вид корони Bdelloidea.
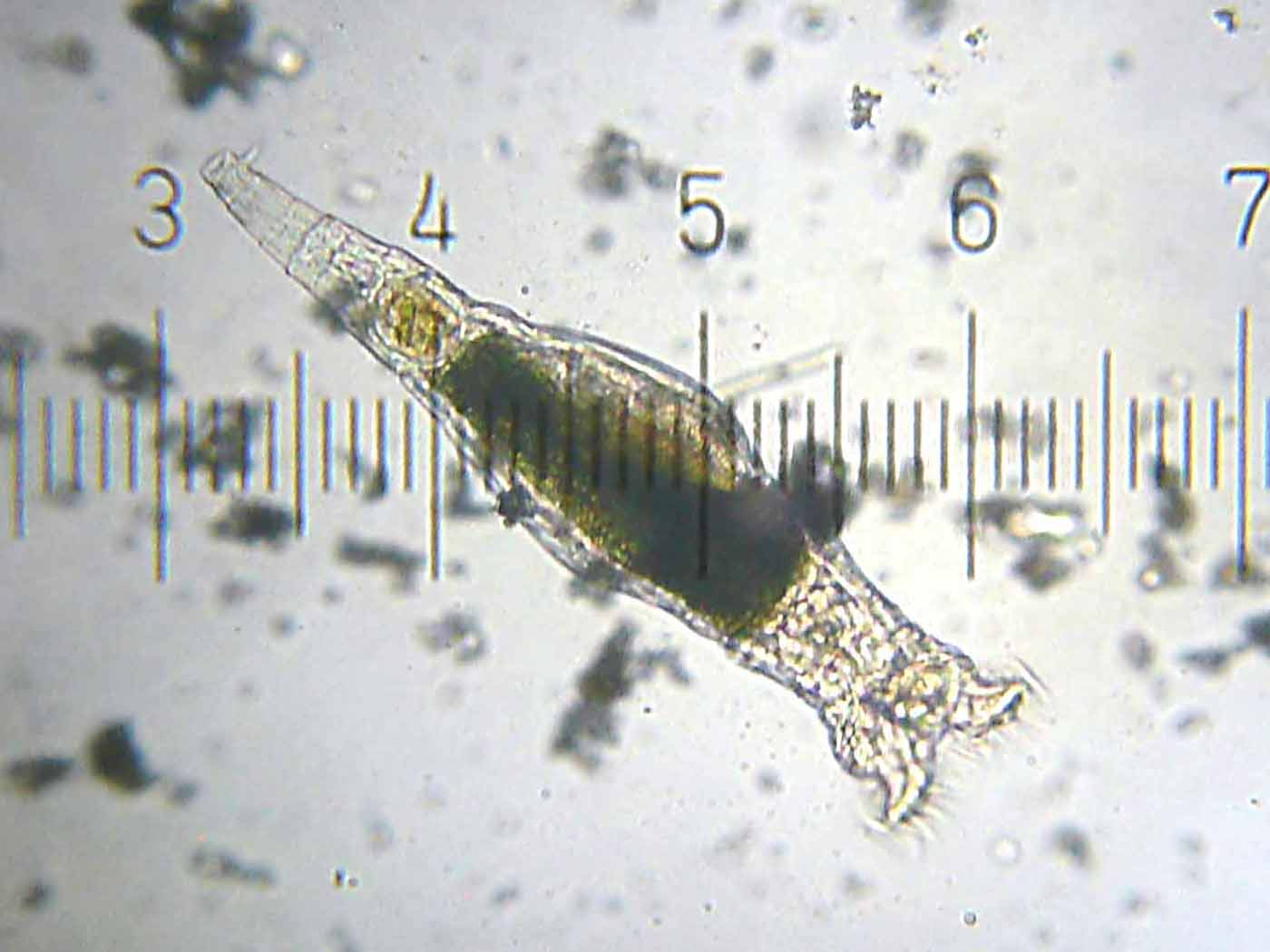
Вид збоку бделоїда.
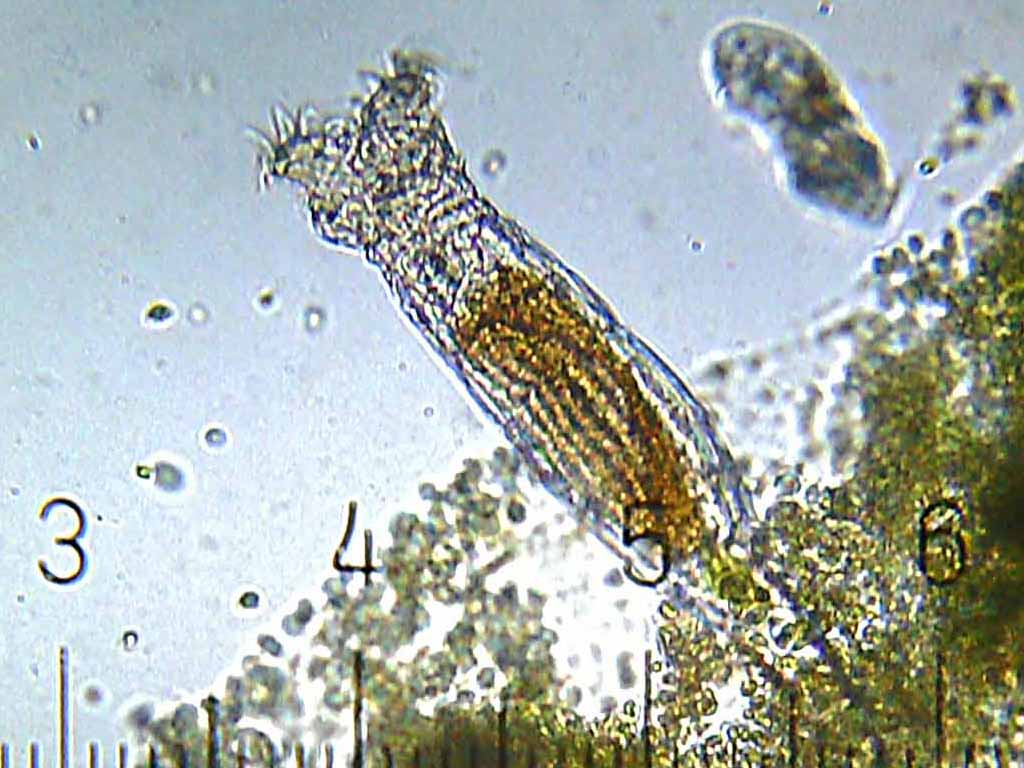
Вид збоку бделоїда.
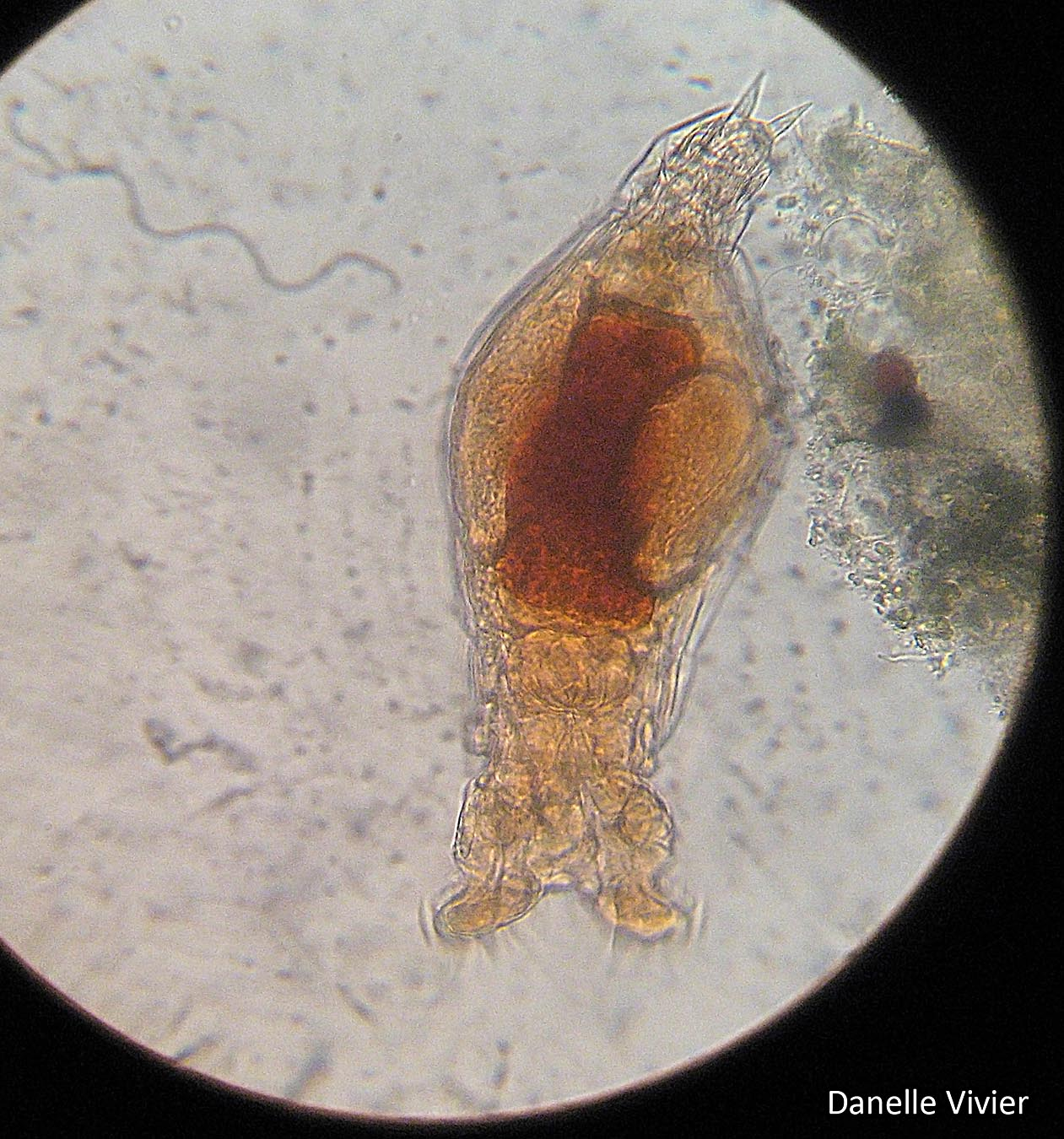
Вид збоку бделлоїда у багатій водоростями воді
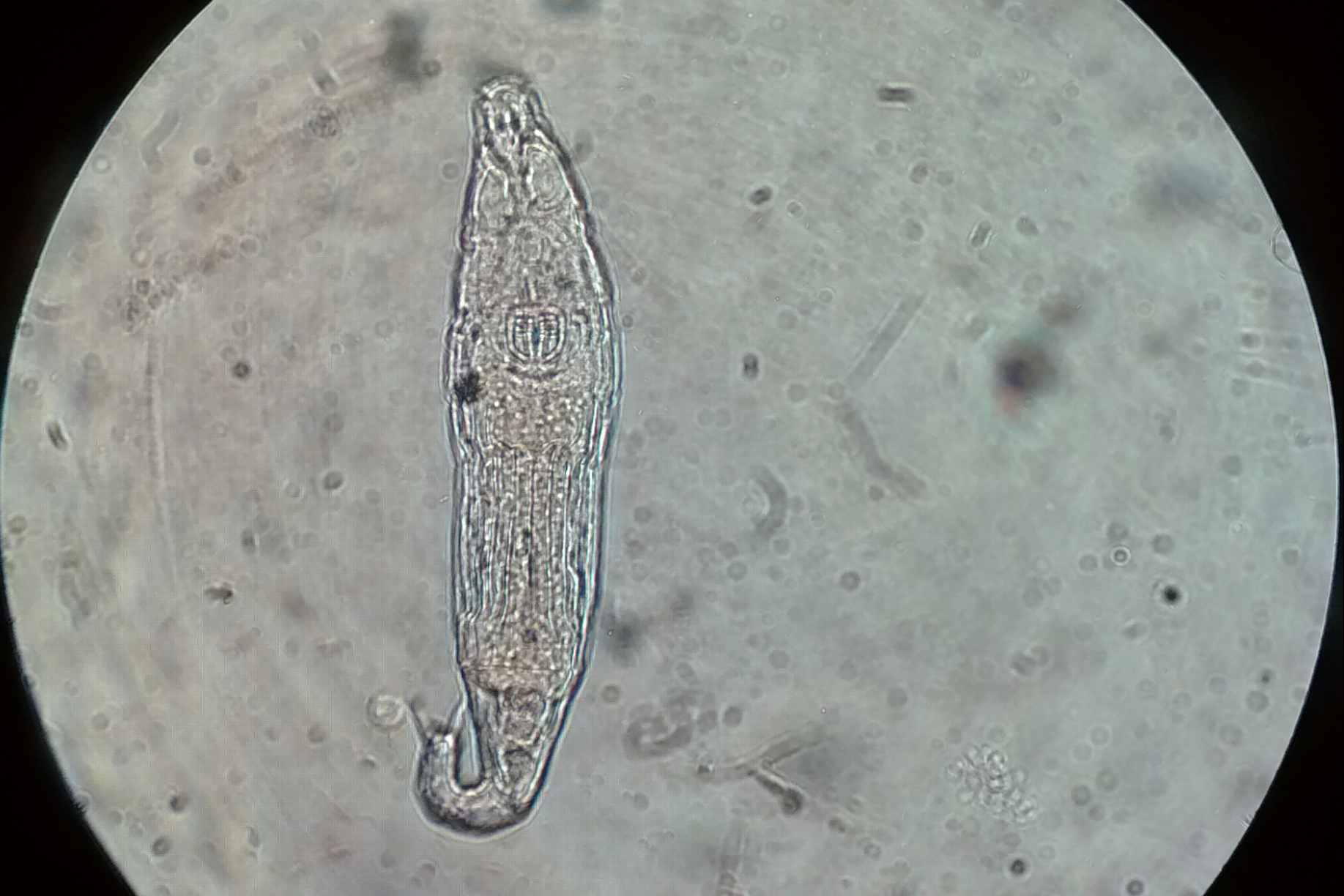
Зразок роду Philodina